# Rejon ołeksandriwski
Rejon ołeksandriwski – była jednostka administracyjna wchodząca w skład obwodu kirowohradzkiego Ukrainy.
Rejon utworzony w 1923, miał powierzchnię 1159  km² i liczył 27 021 mieszkańców. Siedzibą władz rejonu była Ołeksandriwka.
Na terenie rejonu znajdowały się dwie osiedlowe rady i 20 rad wiejskich, obejmujących w sumie 50 wsi.

## Miejscowości rejonu
- (Антонівка)
- Bandurowe (Бандурове)
- (Біляївка)
- (Бірки)
- (Бовтишка)
- (Букварка)
- (Бурякове)
- Chajniwka (Хайнівка)
- Ćwietna (Цвітне)
- (Гайове)
- (Голикове)
- (Григорівка)
- (Гутницька)
- Iwanhorod (Івангород)
- (Іванівка)
- (Ясинове)
- (Ясинуватка)
- (Єлизаветградка)
- (Китайгород)
- (Красносілка)
- (Красносілля)
- (Кримки)
- (Лісове)
- (Липівка)
- (Любомирка)
- (Мар'янівка)
- (Миколаївка)
- (Михайлівка)
- (Могилів Курінь)
- (Настине)
- Neswatkowe (Несваткове)
- Nyżczi Wereszczaki[2] (Нижчі Верещаки)
- Nowa Osota (Нова Осота)
- Ołeksandriwka (Олександрівка)
- (Омельгород)
- (Підлісне)
- (Плішки)
- (Польове)
- (Поселянівка)
- (Родниківка)
- (Роздолля)
- (Розумівка)
- (Ружичеве)
- (Світова Зірка)
- (Северинівка)
- (Соснівка)
- (Ставидла)
- Stara Osota (Стара Осота)
- (Стримівка)
- (Тарасівка)
- Trylisy (Триліси)
- (Веселе)
- Wyszczi Wereszczaki[3] (Вищі Верещаки)